# Пивоваров, Николай Дмитриевич
Николай Дмитриевич Пивоваров (24 апреля 1931, Шахты — 1 октября 2023, Ростов-на-Дону) — советский, российский политический и общественный деятель.

## Биография
В 1946 году поступил в ремесленное училище угольщиков № 10 в городе Шахты и одновременно учился в вечерней школе рабочей молодежи.

### Образование
С 1948 по 1952 год — учёба в Шахтинском горном техникуме. С отличием окончил его по специальности горный техник-электромеханик.
С 1952 по 1955 год — учёба в Новочеркасском политехническом институте (НПИ) по специальности горного инженера-шахтостроителя.
С 1964 по 1966 год — Высшая партийная школа при ЦК КПСС в Москве.

### Трудовая деятельность
С 1955 года по 1961 год работал на шахте имени Октябрьской революции в г. Шахты помощником начальника подземного участка, начальником подземного участка, заместителем главного инженера шахты.
В 1961 году был избран вторым секретарем, а в 1962 году — первым секретарем Октябрьского райкома КПСС г. Шахты.
С августа 1966 года работал инструктором отдела организационно-партийной работы Ростовского обкома КПСС.
В феврале 1967 года избран первым секретарем Белокалитвинского горкома КПСС Ростовской области, где проработал пять с половиной лет.
В 1972 году был утверждён заведующим отделом угольной промышленности Ростовского обкома КПСС.
С 1976 года по 1979 год работал инструктором Отдела тяжелой промышленности ЦК КПСС.
С 1979 года на протяжении 7 лет работал в должности второго секретаря Ростовского обкома КПСС.
В 1986 году был избран председателем исполкома Ростовского областного Совета народных депутатов.
В 1989 году Н. Д. Пивоваров Верховным Советом СССР был утвержден председателем Комитета Верховного Совета СССР по вопросам работы Советов народных депутатов, развития управления и самоуправления, а в марте 1991 года — председателем Комитета Верховного Совета СССР по государственному строительству.
С марта 1992 года по август 1998 год работал Генеральным директором Ассоциации социально-экономического сотрудничества республик, краев и областей Северного Кавказа.
Был избран заместителем Председателя Координационного совета межрегиональных ассоциаций экономического взаимодействия субъектов Российской Федерации. В настоящее время — главный консультант Исполнительного комитета Ассоциации экономического взаимодействия субъектов Российской Федерации Южного федерального округа «Юг».
С 1957 по 1989 год избирался депутатом Октябрьского районного Совета народных депутатов г. Шахты, депутатом Шахтинского и Белокалитвинского городских Советов, а также Ростовского областного Совета народных депутатов.
С 1980 по 1990 год — депутат Верховного Совета РСФСР — 10-го и 11-го созывов.
В 1989 году избран народным депутатом СССР, членом Верховного Совета СССР.
В 1989—1991 гг. — член Президиума Верховного Совета СССР.
Делегат XXIV, XXVI, XXVII съездов КПСС и XIX партийной конференции КПСС.
Член Общественной палаты Ростовской области.
Скончался 1 октября 2023 года на 93-м году жизни в Ростове-на-Дону.

## Награды
- Три ордена Трудового Красного Знамени и восемь медалей
- Кавалер знака «Шахтерская Слава» 1-й, 2-й и 3-й степеней
- Орден «За заслуги перед Ростовской областью»
- Почетный работник Минэнергомаша СССР
- Удостоен Почетных грамот Совета Федерации Федерального Собрания Российской Федерации и Государственной Думы Федерального Собрания Российской Федерации, а также Почетных грамот Администрации Ростовской области и Законодательного Собрания Ростовской области
- За достигнутые успехи в развитии народного хозяйства страны награждён Серебряной медалью ВДНХ
- Почётный гражданин Ростовской области (2014)[4]

## Звания
Действительный член Академии изучения проблем национальной безопасности.

## Публикации
Н. Д. Пивоваров является автором более 200 печатных работ и публикаций по организации труда и производства, региональному, межрегиональному и государственному строительству, местному управлению и самоуправлению.